# جاش لاکاتوس
جاش لاکاتوس (انگلیسی: Josh Lakatos؛ زادهٔ march ۲۴, ۱۹۷۳ (۵۲ سال)) ورزشکار ورزش تیراندازی اهل ایالات متحده آمریکا است.
وی در مسابقات کشوری و بین‌المللی در مجموع برندهٔ ۱ مدال نقره شده‌است.